# Jozef Hutsebaut
Josephus Petrus Damianus (Jozef) Hutsebaut (Sint-Niklaas, 15 april 1886 - Congo, 1954) was een broeder-missionaris van de abdij van Tongerlo.

## Biografie
Jozef Hutsebaut werd geboren in Sint-Niklaas in 1886. Zijn vader was slager en Jozef werd gezien als zijn opvolger. Maar Hutsebaut werd uiteindelijk een broeder-missionaris van de norbertijnenabdij van Tongerlo en vertrok in 1911 naar Buta, in het evenaarswoud van Congo. Hij ving er dieren en bestudeerde ze. Daarnaast trainde hij er ook olifanten, zodat deze konden worden ingezet als werkdieren. Hutsebaut bleef hier tot aan zijn dood in 1954.

## Zoo Antwerpen
Hutsebaut speelde een belangrijke rol in de wederopbouw van de Zoo van Antwerpen na de Eerste Wereldoorlog. Hij leverde meer dan 300 dieren aan deze dierentuin. De Zoo was namelijk veel dieren (tachtig procent) kwijtgeraakt in de oorlog. Daarnaast legde hij een uitgebreide collectie aan van vlinders, kevers, vissen, amfibieën en zoogdieren. Die dierencollectie stuurde hij naar het Afrikamuseum van Tervuren. Daar ontdekte men ook het bestaan van een nieuwe mensapensoort, de Bonobo. Door Hutsebaut kwamen verschillende exemplaren van zeldzame diersoorten terecht in dierentuinen. In het tijdschrift Toren van de norbertijnenabdij van Tongerlo komt zijn werk nog vaak voor.
De bekendste daad van Hutsebaut is dat hij er in 1928 voor gezorgd heeft dat er een okapi in het bezit van de Zoo van Antwerpen kwam. Hiermee werd de Zoo de eerste dierentuin waar een okapi langere tijd te zien was. Echter was het niet de eerste okapi in een Europese dierentuin; in augustus 1919 had de Zoo van Antwerpen ook al een okapi-kalf gekregen dat getemd was door een zekere mevrouw Landeghem, vrouw van een Congolese bestuurder in Buta. Dit kalf, Buta genaamd, overleed na zeven weken.
Hutsebaut ving de okapi Tele en in die periode kwamen ook koning Albert en koningin Elisabeth in Congo. Zij besloten om dit bijzondere dier te gaan bezoeken in Buta. Uiteindelijk reisde Hutsebaut in 1928 samen met Tele naar de Antwerpse Zoo, waar het dier nog 15 jaar lang zou verblijven (in 1943 stierf het een hongerdood vanwege de Tweede Wereldoorlog). De Zoo staat hiermee aan de wieg van een Europees okapi-fokprogramma, en is hierin nog steeds de hoofdrolspeler. De Zoo beheert wereldwijd het stamboek van deze diersoort om de instandhouding te verzekeren.

## Rol in Congo
Hutsebaut was nauw betrokken bij een verschepingscentrum voor okapi's, van 1927 tot 1941 tevens het enige plaats met deze functie. Met hulp van Hutsebaut werden okapi's niet alleen naar Antwerpen verscheept, maar ook naar Londen en New York. Toen Hutsebaut vanwege zijn vaardigheden met okapi's door het Belgische koloniale regime gevraagd werd deze dieren te vangen, weigerde hij dit. Zijn missie in Congo stond voorop; hij zei dat hij in de eerste plaats naar Congo gekomen was om het evangelie te verkondigen.